# Laephotis stanleyi
Laephotis stanleyi és una espècie de ratpenat de la família dels vespertiliònids. Viu a Malawi, Moçambic, Sud-àfrica, Tanzània, Zàmbia i Zimbàbue. És un ratpenat de petites dimensions, amb una llargada de cap a gropa de 78-101 mm, els avantbraços de 32-39 mm, la cua de 35-44 mm, els peus de 8 mm, les orelles de 10-16 mm i un pes de fins a 10,5 g. S'alimenta d'insectes. Com que fou descoberta fa poc, encara no se n'ha avaluat l'estat de conservació.